# 에스카
에스카(본명: 김인재, 1991년 4월 22일 ~ )는 대한민국의 전직 1인칭 슈팅 게임(FPS) 장르 프로게이머이다. 그는 스페셜포스, 스페셜포스 2, 블랙스쿼드, 오버워치, 배틀그라운드 종목에서 프로게이머로 활동했다. 그가 활동한 5개 종목의 우승 기록을 모두 보유하고 있다.
2018년, 에스카의 등번호 2번은 Gen.G 배틀그라운드 부문에서 영구 결번되었다.

## 선수 시절

### 스페셜포스 시리즈
2010년 3월, 스페셜포스 프로게임단 STX 소울에 입단하면서 프로 커리어를 시작했다. 스페셜포스 1, 2에서 모두 우승을 경험했다.

### 블랙스쿼드
2015년, 루나틱 하이에 입단하면서, 블랙스쿼드로 종목을 전향했다. 전향 이후, BSN 리그를 3회 연속으로 석권하면서, 블랙스쿼드 종목에서도 우승을 기록했다. 

### 오버워치
2016년 6월, 루나틱 하이 오버워치팀에 입단하면서, 오버워치로 종목을 전향했다. 2016년 오버워치 월드컵의 대한민국 국가대표로 선발되었다. 좋은 기량을 선보이면서 대한민국 우승에 기여했다. 이후 2017년, 오버워치 에이펙스 시즌 2와 시즌 3에 참가하여 팀의 우승에 기여했다.
2018시즌을 앞두고 서울 다이너스티에 입단했다. 하지만, 시즌 시작 전 팀에서 퇴단했다.

### 배틀그라운드
2017년 11월, Gen.G에 입단하면서, 배틀그라운드로 종목을 전향했다. 전향 이후, 2018 펍지 코리아 리그 시즌 1 우승을 달성했고, 펍지 글로벌 인비테이셔널 2018에 참가하여 FPP 부문 9위, TPP 부문 우승을 달성했다. 이후 군 문제로 인하여 팀에서 퇴단했다. 에스카가 사용한 2번은 영구 결번으로 지정되었다. 
2018년 8월, OP 게이밍 레인저스에 입단했다. 2018 펍지 코리아 리그 시즌 2 파이널 준우승을 달성했다. 
2019년, 펍지 아시아 인비테이셔널 2019에 참가하여 5위를 기록했다. 이후 군에 입대하기 위해서 팀에서 퇴단했다.

## 은퇴 이후
2019년 6월 20일, 군에 입대했다.
2021년 4월 9일, 사회복무요원 소집 해제되었다. 이후에는 아프리카TV 플랫폼에서 인터넷 방송인으로 활동하고 있다.

## 소속팀
| # | 팀명               | 소속 기간               | 종목              | 소속 리그             | 비고          |
| - | ------------------ | ----------------------- | ----------------- | --------------------- | ------------- |
| 1 | STX 소울           | 2010.03.13 ~ 2012       | 스페셜포스 시리즈 | 스페셜포스 2 프로리그 |               |
| 2 | 루나틱 하이        | 2015 ~ 2016             | 블랙스쿼드        | BSN                   |               |
| 3 | 루나틱 하이        | 2016.06.01 ~ 2017.10.23 | 오버워치          | APEX                  |               |
| 4 | 서울 다이너스티    | 2017.08.22 ~ 2017.11.02 | 오버워치          | OWL                   |               |
| 5 | Gen.G              | 2017.11.07 ~ 2018.08.20 | 배틀그라운드      | PKL                   | 영구 결번 (2) |
| 6 | OP 게이밍 레인저스 | 2018.08.20 ~ 2019.01.24 | 배틀그라운드      | PKL                   |               |

## 수상 경력
- 스페셜포스 (2010~2011)
  - 생각대로 T 스페셜포스 프로리그 2010-1st 우승
  - 2010 제 5회 스페셜 포스 월드 챔피언십 우승
  - 생각대로T 스페셜 포스 프로리그 2010 2nd 3위
  - 2011 한-대만 스페셜포스 프로리그 챔피언십 우승
  - 생각대로 T 스페셜포스 프로리그 2011-1st 우승
  - 2011 생각대로 T 스페셜포스 프로리그 결승전 MVP
  - IEF 2011 국가대항전 스페셜포스 부문 우승
- 스페셜포스 2 (2012)
  - 생각대로 T 스페셜 포스 2 프로리그 시즌 1 3위
  - 4G LTE 스페셜포스 2 프로리그 시즌 2 우승
- 블랙스쿼드 (2015~2016)
  - 2015 BSN 리그 시즌 1 우승
  - 2015 BSN 리그 시즌 2 우승
  - 2015 BSN 리그 시즌 2 결승전 MVP
  - 2015 BSN 리그 시즌 3 우승
- 오버워치 (2016~2017)
  - 로지텍 G 오버워치 토너먼트 챔피언십 준우승
  - 제닉스배 오버워치 파워리그 준우승
  - 오버워치 APAC Premier 2016 준우승
  - 2016년 오버워치 월드컵 우승 (대한민국)
  - 인텔 오버워치 APEX 시즌 1 6위
  - APAC Invitational 우승
  - IEM Season XI - Gyeonggi 준우승
  - 오버워치 에이펙스 시즌 2 우승
  - 오버워치 에이펙스 시즌 3 우승
  - 오버워치 HOT6 APEX 시즌 4 6위
  - 서울컵 OGN 슈퍼매치 2017 오버워치 부문 우승
- 배틀그라운드 (2017~2019)
  - AfreecaTV PUBG League Season 1 준우승
  - PUBG SURVIVAL SERIES 2018 Season 1 18위
  - PUBG Warfare Masters Pro Tour 준우승
  - AfreecaTV PUBG League Season 2 15위
  - Battle on 11th Street PUBG A TOUR 우승
  - 2018 HOT6 PUBG Survival Series Season 2 준우승
  - 2018 PUBG Korea League 시즌 1 정규리그 우승
  - PUBG Global Invitational 2018 TPP 부문 우승
  - PUBG Global Invitational 2018 TPP 부문 Most Kills
  - PUBG Global Invitational 2018 TPP 부문 Longest Survivor
  - PUBG Global Invitational 2018 Charity Showdown 우승
  - PUBG Global Invitational 2018 FPP 9위
  - 한국 e-스포츠 명예의 전당 히어로즈 헌액
  - 서울컵 OGN 슈퍼매치 2018 9위
  - 2018 PUBG Korea League 시즌 2 정규리그 3위
  - 2018 PUBG Korea League 시즌 2 코리아 파이널 준우승
  - PUBG Asia Invitational 2019 5위